# أوليفر هيرمانوس
أوليفر هيرمانوس (بالإنجليزية: Oliver Hermanus)‏ (من مواليد 26 مايو 1983 في كيب تاون) هُو مُخرج وكاتب سيناريو جنوب أفريقي. من أبرز أفلامه كان فيلم Shirley Adams (2009) وفيلم بيوتي (2011) وفيلم The Endless River (2015). فاز فيلمه بيوتي بجائزة كوير بالم في مهرجان كان السينمائي 2011.

## طفولته ومساره الدراسي
وُلد هيرمانوس في 26 مايو 1986 في مدينة كيب تاون في جنوب إفريقيا، وهُو حاصل على بكالوريوس في السينما والإعلام والدراسات المرئية من جامعة كيب تاون. عمل في البداية كمُصور صحفي لصحيفة كيب أرغوس (بالإنجليزية: Cape Argus)‏. في عام 2006، حصل هيرمانوس على منحة خاصة للدراسة في مدرسة لندن للسينما، وقد حصل هُناك على درجة الماجستير في السينما.

## أعماله السينيمائية

### شيرلي آدامز
أول فيلم أخرجه أوليفر هيرمانوس كان فيلم شيرلي آدامز والذي صدر سنة 2009، يروي هذا الأخير قصة أم عزباء تُربي ابنها الذي يُعاني من شلل نصفي بعد إصابته خلال قتال بين العصابات. ذكر هيرمانوس أنه أتت له فكرة الفيلم من أخته، وهي أخصائية علاج وظيفي، حيث كانت روت له قصة صبي مراهق أصيب بالشلل في حادث إطلاق نار.
عرض الفيلم لأول مرة في مهرجان ديربان السينمائي الدولي سنة 2009، وقد حصل الفيلم على جوائز المهرجان لأفضل فيلم جنوب أفريقي وأفضل فيلم وأفضل ممثلة لدنيس نيومان. عُرض الفيلم أيضا في إطار المُنافسة الرسمية في مهرجان لوكارنو السينمائي، كما عُرض أيضًا في مهرجان تورنتو السينمائي الدولي. فاز الفيلم بجوائز أفضل فيلم وأفضل مخرج في حفل توزيع جوائز السينما والتلفزيون الجنوب أفريقي لعام 2009.

### بيوتي
كان فيلم بيوتي خامس فيلم من جنوب أفريقيا يتم اختياره للمُنافسة في مهرجان كان السينمائي وأيضا أول فيلم باللغة الأفريكانية يتم اختياره في نفس المُنافسة. حصل الفيلم على جائزة كوير بالم لعام 2011 لأفضل فيلم، وفاز هيرمانوس بجائزة أفضل مخرج في حفل توزيع جوائز السينما والتلفزيون الجنوب أفريقي سنة 2012. فاز المُمثل الرئيسي في الفيلم ديون لوتز بجائزة أفضل ممثل في فيلم روائي طويل في نفس حفل توزيع الجوائز إضافة إلى جائزة أفضل ممثل في مهرجان زيورخ السينمائي. كان فيلم بيوتي أيضًا جُزءًا من الاختيار الرسمي لعام 2011 لجائزة نظرة ما في مهرجان كان السينمائي.
يروي الفيلم قصة فرانسوا، وهو أفريكاني متزوج ومُغلق، في منتصف العمر، أصبح مهووسًا بمُحام شاب وسيم، يُدعى كريستيان، وهُو ابن أحد أصدقائه. أُشيد بالفيلم لكونه «دراسة غير متجانسة لاضطراب نفسية الذكور في منتصف العمر، لكنه يُعالج أيضًا الحالة الأفريكانية الحالية». أشار ناقد آخر إلى أن العنوان الأصلي للفيلم (بالأفريقانية: Skoonheid)‏ والذي يعني الجمال «باللغة الأفريكانية ولكنه يُترجم حرفيًا إلى» النظافة «.... هُو قصة عن الحقيقة القبيحة لمُواجهة أجزاء من نفسك تكرهها وتحاول قمعها».
لاحظ بعض المُراجعين والنقاد أن موضوع الفيلم ومرئياته يمكن أن تكون «غير مؤذية»  و «رسومية». صرح هيرمانوس أنه مُمتن لأن الفيلم أثار الجدل. «المُناقشات حول قضايا المثليين مدهشة، لكني ما زلت أتوق لبدء النقاش حول قضايا أخرى مثل القمع والتوترات العرقية في الفيلم».
كان هيرمانوس ضيف الشرف في مهرجان «جنبًا إلى جنب»، وهو مهرجان دولي لسينما السحاقيات والمثليين ومزدوجي الميل الجنسي ومغايري الهوية الجنسانية كان أُقيم في موسكو في أبريل 2011. قدم المُخرج مُداخلة حول فيلمه في المهرجان.

### نهر لا نهاية له
في عام 2015، كتب هيرمانوس وأخرج فيلمه الثالث «نهر لا نهاية له» (بالإنجليزية: The Endless Rive)‏. أصبح هذا الفيلم أول فيلم من جنوب أفريقيا ينافس على جائزة الأسد الذهبي في مهرجان البندقية السينمائي. كما نافست المُمثلة الرئيسية في الفيلم كريستال دونا روبرتس على جائزة أفضل ممثلة في المهرجان.
تدور أحداث الفيلم في بلدة ريفيرسونديريند الصغيرة في منطقة أوبربرغ بجنوب إفريقيا، ويروي قصة مُغترب فرنسي ونادلة في بلدة صغيرة يُشكلان رباطًا بعد القتل الوحشي لعائلته في مزرعة. في وصفه للفيلم، صرح هيرمانوس: «أردت أن أدمج في فيلمي مكانًا أعرفه قصة العنف الذي يحدث في جنوب إفريقيا».

### موفي
حمل فيلم هيرمانوس الرابع عُنوان موفي، وقد عُرض لأول مرة في مهرجان البندقية السينمائي الدولي في 4 سبتمبر 2019. الفيلم مأخوذ عن رواية سيرة ذاتية للكاتب الجنوب أفريقي أندريه كارل فان دير ميروي، يعرض فيها الكاتب تجربته في الخدمة العسكرية في جنوب إفريقيا أثناء حرب فترة الفصل العنصري مع أنغولا.

## الجوائز
- فاز بجائزة أفضل فيلم جنوب أفريقي عن فيلمه شيرلي آدامز سنة 2009 في مهرجان ديربان السينمائي الدولي.[5]
- فاز بجائزة أفضل أفضل فيلم عن فيلمه شيرلي آدامز سنة 2009 في مهرجان ديربان السينمائي الدولي.
- فاز بجائزة أفضل أفضل مخرج عن فيلمه شيرلي آدامزسنة 2009 في حفل توزيع جوائز السينما والتلفزيون الجنوب أفريقية.[8]
- فاز بجائزة أفضل فيلم عن فيلمه شيرلي آدامز سنة 2009 في حفل توزيع جوائز السينما والتلفزيون الجنوب أفريقية.
- رُشح سنة 2011 لجائزة نظرة ما في إطار مهرجان كان السينمائي.[11]
- فاز سنة 2011 بجائزة كوير بالم عن فيلم بيوتي في إطار مهرجان كان السينمائي.[3]
- فاز سنة 2012 بجائزة أفضل مخرج عن فيلم بيوتي في إطار حفل توزيع جوائز السينما والتلفزيون الجنوب أفريقية.[9]

## روابط خارجية
أوليفر هيرمانوس على موقع IMDb (الإنجليزية)
- أوليفر هيرمانوس على موقع قاعدة بيانات الفيلم (الإنجليزية)